# بارسلونا (آلبوم)
بارسلونا (به انگلیسی: Barcelona) آلبومی ضبط شده توسط فردی مرکوری خوانندهٔ گروه راک کوئین به همراه ستاره اپرا مونتسرات کابایه است. این آلبوم بین سال‌های ۱۹۸۷ و ۱۹۸۸ ضبط شد و در نهایت در سال ۱۹۸۸ منتشر شد.
بعد از اینکه شهر بارسلون به عنوان میزبان المپیک بعدی انتخاب شد فردی به فکر نوشتن و طراحی آلبوم برای این بازی‌ها افتاد. ایده این کار دو نفره از آنجا آمد که مونتسرا خود از اهالی بارسلونا بود. در طی جلسات اولیه قرار شد این دو در ساخت موسیقی‌ها و ویدئوهای جدید با هم همکاری کنند. آن‌ها به زودی تصمیم گرفتند که این آلبوم را اجرا کنند.

## فهرست آهنگ‌ها
طرف اول
1. بارسلونا
2. به ژاپنی
3. کشیش آباد
4. Ensueño

طرف دوم
1. پسر طلایی
2. مرا به خانه‌ام راهنمایی کن
3. چگونه می‌توانم بروم
4. Overture Piccante

## دست‌اندرکاران
- فردی مرکوری: خواننده، تهیه‌کننده، تنظیم کننده
- مونتسرا کابالی: آواز
- مایک موران: تولید، تنظیم
- دیوید ریچاردز: تولید
- جان دیکان: گیتار باس (چگونه می‌توانم بروم)
- هومی کانیا: ویولن (بارسلونا)
- لوری لوئیس: ویولن (بارسلونا)
- باری کاستل: هورن (بارسلونا)
- فرانک ریکوتی: ساز کوبه‌ای (بارسلونا)
- ماذلین بل: تنظیم آواز (پسر طلایی)
- دبی بیشوپ: تنظیم آواز (پسر طلایی)
- لانس الینگتون: تنظیم آواز (پسر طلایی)
- میریام استوکلی: تنظیم آواز (پسر طلایی)
- پیتر استراکر: تنظیم آواز (پسر طلایی)
- مارک ویلیامسون: تنظیم آواز (پسر طلایی)
- کارول وودز: تنظیم آواز (پسر طلایی)